# Sabbah
Pour les articles homonymes, voir Claude Sabbah et Sabbah (homonymie).
Sabbah est une commune rurale de la préfecture de Skhirate-Témara, dans la région de Rabat-Salé-Kénitra, au Maroc. Elle ne dispose cependant pas de centre urbain.
La commune a connu, de 1994 à 2004 (années des derniers recensements), une hausse de population, passant de 10 011 à 12 912 habitants.